# Phyllonorycter emberizaepenella
Phyllonorycter emberizaepenella là một loài bướm đêm thuộc họ Gracillariidae. Nó được tìm thấy ở khắp châu Âu, trừ bán đảo Iberia và bán đảo Balkan.
Sải cánh dài 9–10 mm. Có hai lứa một năm, chúng trưởng thành vào tháng 5 và tháng 8.
Ấu trùng ăn Lonicera alpigena, Lonicera x bella, Lonicera caerulea, Lonicera deflexicalyx, Lonicera flava, Lonicera gracilipes, Lonicera ledebourii, Lonicera macki, Lonicera morrowii, Lonicera nigra, Lonicera orientalis, Lonicera periclymenum, Lonicera prostrata, Lonicera rupicola, Lonicera tatarica, Lonicera webbiana, Lonicera xylosteum và Symphoricarpos albus. Chúng ăn lá nơi chúng làm tổ.